# Lupinus abramsii
Lupinus abramsii är en ärtväxtart som beskrevs av Charles Piper Smith. Lupinus abramsii ingår i släktet lupiner, och familjen ärtväxter. IUCN kategoriserar arten globalt som nära hotad. Inga underarter finns listade i Catalogue of Life.